# Maison d'Aleksandar Belić
Pour les articles homonymes, voir Belić (homonymie).
La maison d'Aleksandar Belić (en serbe cyrillique : Кућа Александра Белића ; en serbe latin : Kuća Aleksandra Belića) est située à Belgrade, la capitale de la Serbie, dans la municipalité urbaine de Savski venac. Construite à la fin du XIXe siècle, elle est inscrite sur la liste des biens culturels de la ville de Belgrade.

## Présentation
La maison du Dr. Aleksandar Belić a été construite à la fin du XIXe siècle. Cette maison de style cottage est de dimension modeste. Elle doit sa notoriété au fait qu'Aleksandar Belić, l'un des linguistes les plus célèbres de Serbie, y a vécu et travaillé de 1940 à 1960. Sa bibliothèque se trouvait dans la maison et le savant y écrivit de nombreux ouvrages de linguistique. De 1937 à sa mort, Belić fut président de l'Académie serbe des sciences et des arts.